# Matrice productive
En algèbre linéaire, une matrice carrée d'ordre {\displaystyle n} à coefficients positifs {\displaystyle A} est dite productive, ou de Leontief, s'il existe une matrice colonne à coefficients positifs {\displaystyle P} de format {\displaystyle n\times 1} telle que la matrice colonne {\displaystyle P-AP} soit à coefficients strictement positifs.

## Histoire
La notion de matrice productive a été développée par l'économiste Wassily Leontief (Prix Nobel d'économie en 1973) afin de modéliser et d'analyser les relations entre les différents secteurs d'une économie. Les liens d'interdépendances entre ces derniers peuvent ainsi être étudiés par l'analyse entrées-sorties à l'aide de données empiriques.

## Aspects mathématiques

### Définition explicite
La matrice {\displaystyle A\in \mathrm {M} _{n}(\mathbb {R} )} est productive si et seulement si {\displaystyle A\geqslant 0} et {\displaystyle \exists P\in \mathrm {M} _{n,1}(\mathbb {R} ),P>0} tel que {\displaystyle P-AP>0}.

### Exemples
La matrice {\displaystyle A={\begin{pmatrix}0&1&0\\0&1/2&1/2\\1/4&1/2&0\\\end{pmatrix}}} est productive.
{\displaystyle \forall a\in \mathbb {R} _{+}}, la matrice {\displaystyle A={\begin{pmatrix}0&a\\0&0\\\end{pmatrix}}}  est productive car les inégalités de définition sont vérifiés par {\displaystyle P={\begin{pmatrix}a+1\\1\\\end{pmatrix}}}.

### Propriétés[2]

#### Caractérisation
Théorème
Une matrice {\displaystyle A\in \mathrm {M} _{n}(\mathbb {R} )} à coefficients positifs est productive si et seulement si {\displaystyle I_{n}-A} est inversible d'inverse à coefficients positifs.

#### Transposition
Proposition
La transposée d'une matrice productive est productive.

## Application
Dans une approche matricielle du tableau entrées-sorties, la matrice de consommation est productive si elle est économiquement viable et si cette dernière ainsi que le vecteur de demande ne comportent que des éléments positifs ou nuls.